# Liebenau (Bz Kassel)
Liebenau (Bz Kassel) (niem: Bahnhof Liebenau (Bz Kassel)) – przystanek kolejowy w Liebenau, w regionie Hesja, w Niemczech. Znajduje się na kilometrze 301,255 linii Kassel – Warburg („Friedrichs-Wilhelms-Nordbahn“) i ma dwa perony krawędziowe. Budynek dworcowy jest uznany za zabytek kultury Hesji.
Według klasyfikacji Deutsche Bahn ma kategorię 6.

## Linie kolejowe
- Linia Kassel – Warburg